# Adetus subellipticus
Adetus subellipticus là một loài bọ cánh cứng trong họ Cerambycidae.